# William Tennant
William Tennant, född den 18 maj 1784 i Anstruther, Fife, död den 14 februari 1848 i Devon Grove, var en skotsk skald.
Tennant levde i obemärkt ställning först som bokhållare, därefter som skollärare, tills han 1831 blev professor i österländska språk vid universitetet i Saint Andrews. Hans komisk-fantastiska epos på ottave rime Anster Fair (1812) är fyllt av humor. I samma anda skrev Tennant sedermera The Thane of Fife (1822). Han författade också åtskilliga dramer med skotska och hebreiska ämnen.